# Jørn Precht
Jørn Precht (* 30. Mai 1967 in Esslingen am Neckar) ist deutscher Dozent für Drehbuch und Dramaturgie, Drehbuchautor, Übersetzer, Lektor, Schauspieler, Regisseur, Filmproduzent und Autor.

## Leben
Precht studierte von 1989 bis 1997 an der Universität Stuttgart Germanistik und Anglistik. Von 1998 bis 2001 absolvierte er ein Aufbaustudium „Drehbuch und Creative Producing“ an der Filmakademie Baden-Württemberg. Im Januar 2001 gründete er die Interspherial Drehbuchschule im Filmhaus Stuttgart, wo er bis 2012 akademischer Leiter war. Seit März 2002 ist er Vorstandsmitglied des Filmbüro Baden-Württemberg. Seit März 2009 arbeitet er als Freier Drehbuchautor für die Bavaria TV-Produktion für die Fernsehserie SOKO Stuttgart. Seit April 2012 ist Precht Professor für Transmediales Storytelling an der Hochschule der Medien Stuttgart. 2014 eröffnete er dort das Institut für angewandte Narrationsforschung (IANA), welches er gemeinsam mit Michael Müller leitet und dessen Schirmherr Roger Spottiswoode ist. 2018 veröffentlichte das Institut bei Springer den Tagungsband „Narrative des Populismus“, der auch einen Artikel von Precht enthielt.
2016 erschienen in Zusammenarbeit mit der Journalistin Eva-Maria Bast die Sachbücher „Stuttgarter Geheimnisse“ (in Kooperation mit „Stuttgarter Zeitung“ und „Stuttgarter Nachrichten“) und „Flensburger Geheimnisse“ (in Kooperation mit „Flensburger Tageblatt“). Das Autorenteam veröffentlicht seit 2018 außerdem unter dem offenen Pseudonym Charlotte Jacobi historische Romane, von denen sich zwei in der Spiegel-Bestsellerliste platzieren konnten. Von 2017 bis 2018 arbeitete Precht im Auftrag des ZDF als Drehbuchautor für die 3D-Animations-Fernsehserie „Petzi“ („Rasmus Klump“). 2017 erschien im Gmeiner Verlag sein historischer Roman „Das Geheimnis des Dr. Alzheimer“, der am 6. Oktober 2018 mit dem bronzenen HOMER-Preis für den besten historischen Roman aus dem Jahr 2017 ausgezeichnet wurde.

## Filmographie

### Als Regisseur
- 1994–2005: Glückliche Tage I-VII
- 2007: Abgedreht in Stuttgart
- 2008: Wachgeküsst in Stuttgart

### Als Schauspieler
- 1994–2005: Glückliche Tage I-VII (als Nils Nordenstam)
- 2008: Wachgeküsst in Stuttgart (als Fieser Typ)
- 2017: 5 Lovers Down von Alexander Tuschinski (als Hagen)
- 2017: Woyzeck von Alexander Tuschinski (als Soldat)

### Als Drehbuchautor
- 1994–2005: Glückliche Tage I-VII
- 2000: Strandgut
- 2004: Abgefahren – Mit Vollgas in die Liebe
- 2004: Trautes Heim – Folge: Wahre Stimmen
- 2004: Ein Mann zum Vernaschen (Mit Robert Spitz und Viktor Stauder)
- 2007: Abgedreht in Stuttgart
- 2008: Wachgeküsst in Stuttgart
- 2010: SOKO Stuttgart Folge: Babymacher
- 2010: SOKO Stuttgart Folge: Giftpfeil
- 2011: SOKO Stuttgart Folge: Ausgekocht
- 2014: SOKO Stuttgart Folge: Traumprinz
- 2014: War is over, honey!
- 2018: Petzi / Rasmus Klump Folge 14: Nicht zu bremsen / Unbrakeable
- 2018: Petzi / Rasmus Klump Folge 16: Zu Gast in Pingonesien / Come as you are
- 2018: Petzi / Rasmus Klump Folge 17: Klaus hat 'n Vogel / Not a pushover
- 2018: Petzi / Rasmus Klump Folge 18: Angsthasen tappen im Dunkeln / Blueberry Thrill
- 2018: Petzi / Rasmus Klump Folge 19: Ein Küken hebt ab / High and mighty
- 2018: Petzi / Rasmus Klump Folge 20: Zaubern geht doch Hopplahopp / It's kind of magic
- 2018: Petzi / Rasmus Klump Folge 21: Die U-Boot-Spione / Prima Submarina
- 2018: Petzi / Rasmus Klump Folge 22: Die Kopfkissen-Bande / A bridge too far
- 2018: Petzi / Rasmus Klump Folge 24: Lämmchen / A little sheepish
- 2018: Petzi / Rasmus Klump Folge 25: Die Anstandsprinzessin / That's the spirit!
- 2018: Petzi / Rasmus Klump Folge 26: Prost Neujahr! / New Year's Rescue Remedy

### Als Produzent
- 1994–2005: Glückliche Tage I-VII
- 2007: Abgedreht in Stuttgart
- 2008: Wachgeküsst in Stuttgart

## Werke als Autor
- 2016: Stuttgarter Geheimnisse (mit Eva-Maria Bast)
- 2016: Flensburger Geheimnisse (mit Eva-Maria Bast)
- 2017: Das Geheimnis des Dr. Alzheimer
- 2023: Die Heilerin vom Rhein[10]. Hildegard von Bingen – In der Naturheilkunde fand sie ihre Berufung, den Menschen zu helfen

### Mit Eva-Maria Bast unter dem PseudonymCharlotte Jacobi
- 2018: Die Villa am Elbstrand (Elbstrand-Saga 1)
- 2019: Sehnsucht nach der Villa am Elbstrand (Elbstrand-Saga 2)
- 2020: Sturm über der Villa am Elbstrand (Elbstrand-Saga 3)
- 2020: Die Douglas Schwestern (Die Parfümerie 1)
- 2021: Die Patisserie am Münsterplatz: Zeitenwandel (Die Kuchenkönigin von Straßburg 1)
- 2021: Die Patisserie am Münsterplatz: Schicksalsjahre (Die Kuchenkönigin von Straßburg 2)
- 2022: Die Patisserie am Münsterplatz: Neuanfang (Die Kuchenkönigin von Straßburg 3)
- 2022: Die Douglas Schwestern: Das Paradies der Düfte (Die Parfümerie 2)
- 2022: Die Douglas Schwestern: Die Parfümerie der Träume (Die Parfümerie 3)
- 2023: Das Haus der Perlen: Schimmern der Hoffnung (Perlen-Saga 1)[11]

### Mit Eva-Maria Bast unter dem PseudonymRomy Herold
- 2021: Das Marzipan-Schlösschen, Roman, Blanvalet, München 2021, ISBN 978-3-7341-0971-3
- 2025: Ritter Sport - Ein Traum von Schokolade, Roman, Blanvalet, München 2025, ISBN 978-3-7341-1232-4

### Fachliteratur
- mit Michael Müller (Hrsg.): Narrative des Populismus. Erzählmuster und -strukturen populistischer Politik. 2018. Heidelberg. Springer Vlg., ISBN 978-3-658-22373-1 (eingeschränkte Vorschau in der Google-Buchsuche)